# Сенді (Онтаріо, на ріці Северн)
Озеро Сенді (англ. Sandy Lake, в перекладі Піщане Озеро) — озеро в окрузі Кенора, що на заході Північного Онтаріо, в Канаді. Чотирнадцяте за площею в провінції Онтаріо.  Озеро займає площу 527 км². Висота на рівнем моря 275 метрів, максимальна глибина 41.8 метрів, середня — 5.4 метри. Озеро є проточним, у нього вливається та витікає річка Северн, що несе свої води до затоки Гудзона — частини Північного океану. Замерзає в листопаді, скресає в травні.

## Поселення
На узбережжі озера два поселення. На Пн-Зх узбережжі біля протоки, що сполучає з озером Фінгер (англ. Finger Lake) поселення Сенді Лейк Фьорст Нейшн, та аеропорт Сенді Лейк. На Пд-Сх узбережжі на перешийку, що відділяє від озера Ніска (англ. Niska Lake) є селище Ківайвін Фьорст Нейшн.